# Ranadschabad
Ranajabad (persisch رنج‌آباد, auch Ranajābād) ist ein Dorf im Dehestan Mazul im Zentralen Kreis des Schahrestan Nischapur, Razavi-Chorasan, Iran. Bei der Volkszählung im Jahr 2006 lebten 636 Einwohner in 139 Familien.